# Laurent de Valernod
Laurent de Valernod (* 1669, Saint-Vallier, Drôme, Frankreich; † 24. Mai 1711) war ein französischer Kolonialbeamter. Er war Gouverneur von Grenada von 1708 bis 1710, dann Gouverneur von Saint-Domingue bis zu seinem Tod 1711.

## Leben

### Karriere
Laurent de Valernod war ein Adliger aus Dauphiné. Er war der Sohn von Hugues de Valernod, seigneur de Fay und von Anne de Mistral (1633–1687).
Er wurde am 21. August 1669 in Saint-Vallier, Drôme getauft.
Er ging zur Armee und wurde Capitaine der Grenadiere, und wurde mit dem Ordre royal et militaire de Saint-Louis ausgezeichnet.

### Gouverneur von Grenada
1709 ersetzte Valernod Joseph de Bouloc, welcher 1708 verstorben war, als Gouverneur von Grenada, dazu wurde er vom Regiment von Navarra abgezogen. Die Insel unterstand zu dieser Zeit noch Martinique.
Er verließt seinen Posten 1710 und wurde durch den Chevalier Guillaume-Emmanuel-Théodore de Maupeou, comte de l’Estrange († 1725) ersetzt, einen Offizier zur See. (Andere Listen setzen für diese Amtszeit Paul-François de La Grange d’Arquien).

### Gouverneur von Saint-Domingue
Am 22. September 1710 übertrug der König Valernod das Kommando über Tortuga und die Küste von Saint-Domingue.
Ein Brief vom 23. September 1710 teilte François-Joseph de Choiseul-Beaupré mit, dass der König ihn von seinen Pflichten als Gouverneur von Saint-Domingue entbunden hatte.
Am 23. September 1710 sandte das Secrétariat d’État à la Marine ein Schreiben an Valernod mit der Ernennung als Gouverneur von Saint-Domingue an Stelle von Choiseul und schrieb auch an den Intendant Jean-Jacques Mithon de Senneville mit dem gleichen Inhalt.
Am 24. Dezember 1710 wurde brieflich die Reorganisation der Verwaltung von Saint-Domingue, in Kooperation mit Mithon, der Justizadministration und die Pläne einer Befestigungsanlage von dem Ingenieur Cauvet bei Petit-Goave mitgeteilt.
Ein Brief vom 6. Februar 1711 thematisierte die Straßenerhaltung, Buccaneers (Piraten), die Disziplin der „Negros“ und weitere Themen.
Valernod wurde in Le Cap am 7. Februar 1711 in Empfang genommen und vom Rat von Petit-Goâve am 5. Mai 1711.
Valernod und Mithon erliessen am 1. Mai 1711 eine Verordnung, die alle Siedler verpflichtete die Zahl ihrer schwarzen Sklaven und Mulatten zu melden mit der Androhung, alle nicht gemeldeten „Negros“ zu konfiszieren.
Valernod starb in Petit-Goâve am 24. Mai 1711.
Jean-Pierre de Charitte übernahm das Amt als Interims-Gouverneur.